# Eurotrance
Eurotrance, även kallad Hands Up är en musikgenre, en dansvänlig gren av trancemusiken med glada och upplyftande catchiga melodier och tung bas med tunga bastrummor. Genren är en blandning av Hardtrance och Eurodance. Genren kallas också för Hands Up eller Commercial Trance eller vanligare benämning harddance. Många förknippar genren med Techno, men det är fel. Techno är mer trumbaserat än trance, som ofta har mer "ljud" som är både datorbaserade och analoga.
Eurotrancen slog igenom i början av 2000-talet. Fler och fler producenter hakade på den nyfödda stilen så som Special D (Dennis Horstmann), Cascada (Manuel Reuter, Yann Peifer, Natalie Horler), Groove Coverage (Axel Konrad, Ole Wierk, Tobias Lammer, Suny), m.fl. började producera Eurotrance. Även några Eurodance grupper "förnyade" sina största hittar och gjorde nya Eurotrance versioner.
Den nya tyska jumpstyle-eurotrancen har influenser från Jumpstyle-musiken. Detta innebär att det fortfarande är en tung bas med mindre melodier och både bas och hi-hats ligger på samma taktslag.

## Artister
- Alex Megane
- Alice DeeJay
- Axel Coon
- Basshunter
- Cascada
- DJ Sammy
- DJ Valium
- Groove Coverage
- Ian Van Dahl
- Italobrothers
- Lasgo
- Master Blaster
- DJ Manian (Tune Up!, Plazmatek, Cascada mf.)
- Rob Mayth (Teenagerz, Azora, Pimp! Code mf.)
- Rocco
- Special D
- Yanou